# Chronologie du Liechtenstein
Cette chronologie de l'Histoire du Liechtenstein nous donne les clés pour mieux comprendre l'histoire du Liechtenstein, l'histoire des peuples qui ont vécu ou vivent dans l'actuel Liechtenstein.

## XIXesiècle
- 12 juillet 1806 : le Liechtenstein proclame son indépendance.